# キュビズム・ラブ
『キュビズム・ラブ』は、原作：芝村裕吏、作画：松本テマリによる日本の漫画作品。『comic B's-LOG キュン』（エンターブレイン）にてVol.3より連載され、同誌が『B's-LOG COMIC』に統合された後も、2014年4月号まで連載された。B's-LOG COMICS（KADOKAWA/エンターブレイン）刊。全4巻。ビーズログ文庫にてノベライズ「キュビズム･ラブ 〜悩める博士と恋する小箱〜」が刊行された。

## あらすじ
中学生の少女、典子は部活の大会に向かう途中、交通事故に遭う。病室で目覚めた彼女は主治医の篠田誠志郎から自分が事故で肉体を失い、脳だけの『黒い箱』となった事を告げられる。
誠志郎との交流の中、典子は彼に恋心を抱いていくが、自らがただの箱でしかないことに苦悩する。

## 登場人物
後藤典子
主人公。14歳の女子中学生で陸上部。
ある日、「おとうさん」に試合の会場へと送ってもらう最中、自動車事故に遭い身体を失う。
黒い箱となって延命し、誠志郎やヲタポン、HAYATE達との交流を経て少しずつ元来の快活さを見せるようになっていく。
篠田誠志郎
典子の主治医。当人曰く、本来は医者ではなく研究者との事。
典子を被験体ではなく、一人の人間として扱うために主治医という立場を第一としている。
飛び級を重ねて20歳前に大学院を卒業し、さらに医者となるためもう一度大学を卒業している。
ヲタポン
AIとゲームの専門家を自称する太った男。誠志郎とは大学時代の悪友。
典子の精神面を鑑みて彼女にチェスや携帯電話を与え、ゲームを教えた。
インペリアルアーミーファイターズという作中で人気バンドのドラム、SYOUKIという一面を持つ。
大学時代の姿も外伝で描かれており、この頃は痩せていた模様。
HAYATE（疾風）
インペリアルアーミーファイターズのボーカルでもある金髪の青年。
典子の境遇をヲタポンから聞き、彼女を励まそうとテレビ番組で「BLACKBOX」という曲を歌いだすくらいのお人よし。
元々は篠田グループで作られたデザイナーベビーで、実年齢は8歳。
篠田義為
物語の舞台となる篠田房江記念病院の院長で、誠志郎の義兄。
篠田義智
誠志郎の義兄2号で医者。デザイナーベビーや受精卵クローンも担当している。
初出はノベライズ版。
嘉手納まつり
看護師長。
初出はノベライズ版。義智とは親友で幼馴染。
ロイ・ケイマン
クロス・アクシャを名乗る黒服の男。
「マージナル・オペレーション」にも登場する。
PP
黒服の男。ロイの相棒を務める。
篠田キサ
誠志郎の妻だった女性。故人。
会った事がない典子の夢に現れ、彼女を励ました。

## 用語
黒い箱
形状は一辺が30cm程の立方体で内部に人間の脳髄を収容し、生命維持装置に接続して対象を延命させることを目的としている。
マイクやカメラ、携帯電話と配線を接続することで視覚・声（声優からサンプリングされたボイスを用い、調整が可能）、ネット接続も可能。
典子に使用されたのは誠志郎が研究・開発していたハンドメイドの試作品で、ノベライズ版では病院内の秘匿名としてJS（ジェイムスンタイプ・サイボーグ）0と呼ばれていた。
篠田グループは運用データを元にこれを量産することで不死を実現しようとしており、必要な法整備を行うため、クロス・アクシャからの資金提供を受けて政治家などへの根回しを行っていた。
古い友人
ヲタポンとHAYATEが所属する秘密結社。クロス・アクシャとは敵対関係にある。

## 書誌情報
- 原作：芝村裕吏、作画：松本テマリ『キュビズム・ラブ』エンターブレイン〈B's-LOG COMICS〉、全4巻
  1. 2011年6月1日発売[3][4]、ISBN 978-4-04-727340-5
  2. 2012年6月30日発売[5][6]、ISBN 978-4-04-728181-3
  3. 2013年6月1日発売[7][8]、ISBN 978-4-04-728988-8
  4. 2014年5月1日発売[9][10]、ISBN 978-4-04-729650-3
- 小説
  - 『キュビズム･ラブ 〜悩める博士と恋する小箱〜』 2012年7月14日発売[5][11]、ISBN 978-4-04-728195-0